# Gonomyia (Gonomyia) remigera
Gonomyia (Gonomyia) remigera is een tweevleugelige uit de familie steltmuggen (Limoniidae). De soort komt voor in het Neotropisch gebied.